# Irena Karel
Irena Karel, właśc. Irena Kiziuk (ur. 10 sierpnia 1943 we Lwowie) – polska aktorka teatralna i filmowa, artystka kabaretowa.

## Życiorys
W 1964 roku ukończyła Państwową Wyższą Szkołę Teatralną w Warszawie. W latach 1964–1977 występowała na deskach warszawskiego Teatru Komedia. Aktorka kabaretu Dudek. Zwana „polską Brigitte Bardot”.

## Życie prywatne
W 1974 roku wyszła za mąż za operatora filmowego Zygmunta Samosiuka. Małżeństwo trwało do jego śmierci 23 listopada 1983 roku.

## Filmografia

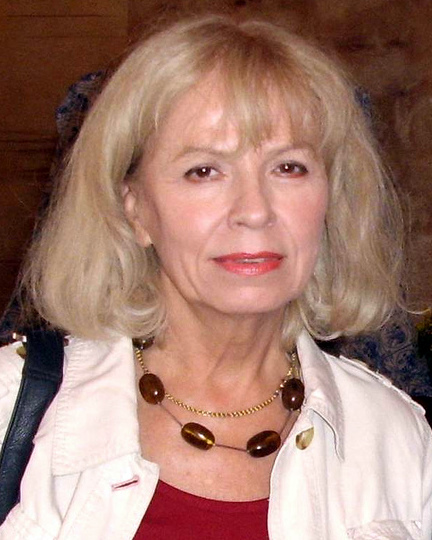
Irena Karel (2007)

| Filmy     |                                                 |                                                                         |                                         |
| Rok       | Tytuł                                           | Rola                                                                    | Uwagi                                   |
| 1964      | Pingwin                                         | uczestniczka zabawy w domu Bączków                                      | debiut filmowy                          |
| 1966      | Bicz Boży                                       | kochanka mecenasa                                                       | nie występuje w napisach                |
| 1967      | Stajnia na Salvatorze                           | Irena, dziewczyna „Rudego”                                              |                                         |
| 1967      | Poradnik matrymonialny                          | pielęgniarka Krystyna                                                   |                                         |
| 1967      | Paryż – Warszawa bez wizy                       | stewardessa Irena                                                       |                                         |
| 1967      | Kiedy miłość była zbrodnią                      | Linda Badke, córka Eriki                                                |                                         |
| 1968      | Wilcze echa                                     | Tekla                                                                   |                                         |
| 1968      | Ostatni po Bogu                                 | żona Kwiatkowskiego                                                     |                                         |
| 1969      | Rzeczpospolita babska                           | plutonowy Magda Seniuk                                                  |                                         |
| 1969      | Pan Wołodyjowski                                | Ewka Nowowiejska, siostra Adama                                         |                                         |
| 1969      | Nowy                                            | pani Niusia, pomocnica fotografa                                        |                                         |
| 1970      | Sygnały MMXX                                    | Juana                                                                   |                                         |
| 1970      | Pejzaż z bohaterem                              | opiekunka staruszki, współlokatorki Winczewskiego w Warszawie           |                                         |
| 1971      | Wezwanie                                        | Zośka, żona Staszka                                                     |                                         |
| 1971      | Motodrama                                       | Róża, pokojówka w hotelu samotnego mężczyzny                            |                                         |
| 1973      | Chłopi                                          | Teresa                                                                  | nie występuje w napisach                |
| 1974      | Loghat El Hob                                   | Teresa                                                                  | wymieniona w napisach jako Iren Karl    |
| 1974      | Godzina za godziną                              | była dziewczyna Tadeusza spotkana w Łodzi                               |                                         |
| 1975      | Skazany                                         | aktorka Krystyna                                                        |                                         |
| 1975      | Dulscy                                          | Matylda Strumf, prostytutka wynajmująca mieszkanie w kamienicy Dulskich |                                         |
| 1976      | Smuga cienia                                    | skrzypaczka w żeńskiej orkiestrze                                       | nie występuje w napisach                |
| 1977      | Kochaj albo rzuć                                | narzeczona Steve’a                                                      |                                         |
| 1979      | Lekcja martwego języka                          | pielęgniarka Irina                                                      |                                         |
| 1980      | Miś                                             | kasjerka na Okęciu w kasie biletów przecenionych                        |                                         |
| 1982      | Słona róża                                      | konfidentka gestapo                                                     |                                         |
| 1983      | Akademia Pana Kleksa                            | Królowa Lalek                                                           | część II pt. „Tajemnica Golarza Filipa” |
| 1989      | Sztuka kochania                                 | Zosia, gość na przyjęciu u doktora Pasikonika                           |                                         |
| 2000      | Bajland                                         | reporterka radiowa                                                      |                                         |
| 2011      | Róża                                            | rozstrzeliwana w powstaniu warszawskim                                  |                                         |
| 2012−2013 | Taniec śmierci. Sceny z powstania warszawskiego | sąsiadka Paterów                                                        |                                         |

| Seriale i telewizja |                                   |                                                 | |
| Rok                 | Tytuł                             | Rola                                            | Uwagi                                                                                               |
| 1965                | Piękna Helena                     |                                                 | spektakl telewizyjny                                                                                |
| 1968                | Stawka większa niż życie          | Luzzi, kelnerka w „Cafe Ingrid”                 | serial telewizyjny, odcinek: 2 pt. „Hotel Excelsior”, nie występuje w napisach                      |
| 1968                | Santa Claus                       | Anioł I                                         | spektakl telewizyjny                                                                                |
| 1968                | Mistrz tańca                      | dama w salonie                                  | film telewizyjny, z cyklu „Opowieści niezwykłe”                                                     |
| 1968                | Iryd                              | Irena Kamińska                                  | spektakl telewizyjny                                                                                |
| 1969                | W każdą pogodę                    | dziewczyna w klubie                             | film telewizyjny                                                                                    |
| 1969                | Przygody pana Michała             | Ewka Nowowiejska, siostra Adama                 | serial telewizyjny, odcinki: 7 pt. „Tajemnica Azji”, 8 pt. „Azja, syn Tuhaj-Beja”, 9 pt. „Porwanie” |
| 1970                | Dzień listopadowy                 | Hanka                                           | film telewizyjny                                                                                    |
| 1971                | Podróż za jeden uśmiech           | kelnerka w kawiarni „Kolorowa” na sopockim molo | serial telewizyjny, odcinek: 6 pt. „Polowanie na kapelusz”                                          |
| 1972                | Idź z nami w tamte dni            | Lenoczka                                        | spektakl telewizyjny                                                                                |
| 1972                | Chłopi                            | Teresa                                          | serial telewizyjny, odcinki: 2, 3, 6, 8, 9, 10, 11, 12, 13                                          |
| 1972                | Amerykańska guma do żucia „Pinky” | Ilona                                           | spektakl telewizyjny                                                                                |
| 1974                | Twarz pokerzysty                  | Nina                                            | spektakl telewizyjny                                                                                |
| 1974                | Desperaci                         | Peggy                                           | spektakl telewizyjny                                                                                |
| 1975                | Dom moich snów                    | Barbara, kochanka Jerzego                       | film telewizyjny                                                                                    |
| 1977                | Umiraj w krajen słuczaj           | Brenda                                          | serial telewizyjny                                                                                  |
| 1977                | Czterdziestolatek                 | panna Krysia, pasażerka w pociągu               | serial telewizyjny, odcinek: 18 pt. „Gra wojenna, czyli na kwaterze”                                |
| 1978                | Kim jesteś, kochanie              | czarnowłosa piękność                            | spektakl telewizyjny                                                                                |
| 1978                | Justyna                           | aktorka Teresa, przyjaciółka Justyny            | film telewizyjny                                                                                    |
| 1980                | Kto za?                           | lekarka Helena                                  | serial telewizyjny                                                                                  |
| 1980                | Królowa Bona                      | Zuzanna Myszkowska, dwórka Bony                 | serial telewizyjny, odcinki: 6, 7, 8, 9, 10, 11, 12                                                 |
| 1981                | Korupcja                          | Scarlett                                        | spektakl telewizyjny                                                                                |
| 1988 – 1990         | W labiryncie                      | Bożena Kamicka, laborantka w pracowni           | serial telewizyjny                                                                                  |
| 2000                | Sukces                            | żona Doleckiego                                 | serial telewizyjny                                                                                  |
| 2000–2010           | Plebania                          | Janina Borosiukowa, matka Romusia               | serial telewizyjny                                                                                  |
| 2004                | Lokatorzy                         | pani Bogusia                                    | serial telewizyjny, odcinek: 201 pt. „Kuzynka Krysi”                                                |
| 2009                | Przystań                          | Jola                                            | serial telewizyjny, odcinek: 5 pt. „Spóźnieni kochankowie”                                          |